# Pak Chong Ae

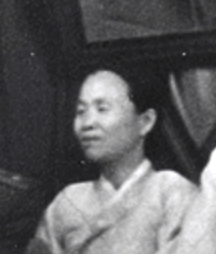
Pak Chong Ae in 1946

Pak Chong Ae (Koreaans: *박정애; provincie Hamgyŏng-pukto, 1907 – na 1985), internationaal beter bekend als Pak-Den-ai, was een Koreaanse staliniste.
Zij was in 1950 een van de eerste winnaars van de Stalin-vredesprijs. Pak Chong Ae, wier werkelijke naam Vera Ch'oe was, was in de jaren dertig een Russisch geheim agent en lid van een van de stromingen in de Koreaanse arbeidersbeweging, de Arbeiderspartij van Korea, geleid door Pak Hon-yong. Pak Chong Ae was al zeer vroeg een medestander van de latere dictator Kim Il-sung. Toen het noorden van Korea communistisch werd, organiseerde Pak Chong Ae een vrouwenbond. Koreaanse vrouwen waren vaker dan in de rest van het communistische blok huisvrouw, wat betekende dat de communistische partij deze burgers niet doelmatig kon mobiliseren en indoctrineren.
Als Pak-Den-ai komt Pak Chong Ae voor in de film Peace Will Win van Jerzy Bossak en Joris Ivens.
In tegenstelling tot de meeste Sovjet-Koreanen overleefde Pak Chong-Ae de zuivering van pro-Sovjetelementen in 1956-1961, maar in 1985 verdween zij plotseling van het politieke toneel. Waarnemers, onder wie Sovjetdiplomaten in Pyong Yang, waren er zeker van dat ze was doodgeschoten of in de gevangenis was gestorven. Zij gingen daarbij uit van de geruchten die in Noord-Korea de ronde deden. In 1986 speelde Pak Chong-ae desondanks weer een rol in de zeer geheimzinnige Noord-Koreaanse politiek.
Onder leiding van Pak Chong Ae was de Koreaanse Vrouwenbond een vrouwenorganisatie als alle andere. De partij verwachtte niet dat iedere Koreaanse vrouw de vergaderingen bezocht of actief deel zou nemen aan de wederzijdse kritieksessies. Toen in het midden van de jaren zestig de destalinisatie van de Sovjet-Unie niet door Noord-Korea werd nagevolgd haalde de Noord-Koreaanse communistische partij de teugels in de vrouwenbond strakker aan. In 1972 werd de positie van Pak Chong Ae ingenomen door Kim Il-sungs tweede vrouw Kim Song-ae.